# Urtica neubaueri
Urtica neubaueri är en nässelväxtart som beskrevs av Jindřich Chrtek. Urtica neubaueri ingår i släktet nässlor, och familjen nässelväxter. Inga underarter finns listade i Catalogue of Life.